# Vellilampi
Vellilampi är en sjö i Finland. Den ligger i kommunen Pudasjärvi i landskapet Norra Österbotten, i den centrala delen av landet, 600 km norr om huvudstaden Helsingfors. Vellilampi ligger 131,1 meter över havet. Arean är 31,3 hektar och strandlinjen är 2,46 kilometer lång. Sjön  ingår i Ijo älvs huvudavrinningsområde. 